# Élections sénatoriales de 1992 dans le Morbihan
Les élections sénatoriales dans le Morbihan ont lieu le dimanche 27 septembre 1992. Elles ont pour but d'élire les trois sénateurs représentant le département au Sénat pour un mandat de neuf années.

## Contexte départemental
Lors des élections sénatoriales du 25 septembre 1983 dans le Morbihan, Henri Le Breton (CDS) et Christian Bonnet (PR) ont été élus au 1er tour tandis que Josselin de Rohan (RPR) l'a été au 2d tour.
Depuis, tous les effectifs du collège électoral des grands électeurs ont été renouvelés, avec les élections législatives de 1988, les élections régionales de 1992, les élections cantonales de 1988 et 1992 et les élections municipales de 1989.

## Rappel des résultats de 1983
| Candidat et parti politique | Candidat et parti politique | Candidat et parti politique | Premier tour | Premier tour | Second tour | Second tour |
| Candidat et parti politique | Candidat et parti politique | Candidat et parti politique | Voix         | %            | Voix        | %           |
| --------------------------- | --------------------------- | --------------------------- | ------------ | ------------ | ----------- | ----------- |
|                             | Henri Le Breton             | UDF                         | 915          | 59,73        |             |             |
|                             | Christian Bonnet            | UDF                         | 895          | 58,42        |             |             |
|                             | Josselin de Rohan           | RPR                         | 696          | 45,43        | 990         | 67,03       |
|                             | Joseph Briend               | UDF                         | 433          | 28,26        |             |             |
|                             | Georges Jégouzo             | PS                          | 256          | 16,71        | 383         | 25,93       |
|                             | Philippe Meyer              | PS                          | 249          | 16,25        |             |             |
|                             | Pierre Bernard              | PS                          | 245          | 15,99        |             |             |
|                             | Jean Letournel              | RPR                         | 218          | 14,23        |             |             |
|                             | Eugène Remilly              | RPR (app.)                  | 164          | 10,70        |             |             |
|                             | Jean Maurice                | PCF                         | 101          | 6,59         |             |             |
|                             | Pierre Joubin               | PCF                         | 96           | 6,27         |             |             |
|                             | Jean Le Borgne              | PCF                         | 96           | 6,27         |             |             |
|                             | Jacques Bellanger           | UDF                         | 51           | 3,33         | 104         | 7,04        |
|                             | Roger Lefèbvre              | RPR                         | 45           | 2,94         |             |             |
|                             |                             |                             |              |              |             |             |
| Inscrits                    | Inscrits                    | Inscrits                    | 1 556        | 100,00       | 1 556       | 100,00      |
| Abstentions                 | Abstentions                 | Abstentions                 | 4            | 0,26         | 13          | 0,84        |
| Votants                     | Votants                     | Votants                     | 1 552        | 99,74        | 1 543       | 99,16       |
| Blancs et nuls              | Blancs et nuls              | Blancs et nuls              | 20           | 1,29         | 66          | 4,28        |
| Exprimés                    | Exprimés                    | Exprimés                    | 1 532        | 98,71        | 1 477       | 95,72       |

## Sénateurs sortants
| Sénateur | Sénateur          | Parti | Fonctions lors de l'élection en 1983                                           |
| -------- | ----------------- | ----- | ------------------------------------------------------------------------------ |
|          | Christian Bonnet  | UDF   | Conseiller général de Belle-Île et maire de Carnac                             |
|          | Josselin de Rohan | RPR   | Conseiller général et maire de Josselin                                        |
|          | Henri Le Breton   | UDF   | Sénateur sortant, conseiller général de Saint-Jean-Brévelay et maire de Buléon |

## Présentation des candidats et des suppléants
Les nouveaux représentants sont élus pour une législature de 9 ans au suffrage universel indirect par les 1 607 grands électeurs du département. Dans le Morbihan, les sénateurs sont élus au scrutin majoritaire à deux tours. Leur nombre reste inchangé, 3 sénateurs sont à élire. On compte 14 candidats dans le département, chacun avec un suppléant.
| T/S | Candidats | Candidats           | Parti      | Principale fonction                                                            |
| --- | --------- | ------------------- | ---------- | ------------------------------------------------------------------------------ |
| T   |           | Jean Maurice        | PCF        | Conseiller général et maire de Lanester                                        |
| S   |           | Geneviève Sappré    | PCF        |                                                                                |
| T   |           | Jean Le Borgne      | PCF        | Maire d'Hennebont                                                              |
| S   |           | Martine Kerdellec   | PCF        |                                                                                |
| T   |           | Jean-Paul Jarno     | PCF        | Conseiller municipal de Pontivy                                                |
| S   |           | Michel Le Scouarnec | PCF        | Conseiller municipal d'Auray                                                   |
| T   |           | Philippe Meyer      | PS         | Conseiller municipal de Vannes                                                 |
| S   |           | Jocelyne Le Tellier | PS         | Adjointe au maire d'Hennebont                                                  |
| T   |           | Jean Le Bec         | PS         | Conseiller général de Baud et maire de Pluméliau                               |
| S   |           | Marcel Carteau      | PS         | Maire de Séné                                                                  |
| T   |           | Jean-Yves Laurent   | PS         | Conseiller général de Pont-Scorff et maire de Quéven                           |
| S   |           | Paul Pabœuf         | PS         | Adjoint au maire de Questembert                                                |
| T   |           | Daniel Hourès       | MRG        |                                                                                |
| S   |           | Michel Yong-Peng    | MRG        |                                                                                |
| T   |           | Patrice Le Borgnic  | GÉ         | Conseiller municipal de Riantec                                                |
| S   |           | Éric Regenermel     | GÉ         |                                                                                |
| T   |           | Patrice Renaud      | LV (diss.) | Conseillère municipale de Berric                                               |
| S   |           | Anne Camus          | LV (diss.) |                                                                                |
| T   |           | Yves Rocher         | DVD        | Conseiller général et maire de La Gacilly                                      |
| S   |           | Guy Plunier         | DVD        |                                                                                |
| T   |           | Christian Bonnet    | UDF (PR)   | Sénateur sortant, conseiller général de Belle-Île et maire de Carnac           |
| S   |           | René Le Coustumer   | DVD        | Conseiller général et maire d'Allaire                                          |
| T   |           | Henri Le Breton     | UDF (CDS)  | Sénateur sortant, conseiller général de Saint-Jean-Brévelay et maire de Buléon |
| S   |           | Roland Duclos       | DVD        | Conseiller général du Faouët et maire de Berné                                 |
| T   |           | Josselin de Rohan   | RPR        | Sénateur sortant, conseiller général et maire de Josselin                      |
| S   |           | Dominique Yvon      | RPR        | Conseiller général et maire de Groix                                           |
| T   |           | André Guyomar       | FN         |                                                                                |
| S   |           | Daniel Bergeron     | FN         |                                                                                |

## Résultats
|                | Henri Le Breton    | UDF            | 944   | 59,86  |  |  |
|                | Josselin de Rohan  | RPR            | 938   | 59,48  |  |  |
|                | Christian Bonnet   | UDF            | 885   | 56,12  |  |  |
|                | Yves Rocher        | DVD            | 393   | 24,92  |  |  |
|                | Jean Le Bec        | PS             | 315   | 19,97  |  |  |
|                | Philippe Meyer     | PS             | 300   | 19,02  |  |  |
|                | Jean-Yves Laurent  | PS             | 286   | 18,14  |  |  |
|                | Jean Maurice       | PCF            | 96    | 6,09   |  |  |
|                | Jean Le Borgne     | PCF            | 94    | 5,96   |  |  |
|                | Jean-Paul Jarno    | PCF            | 94    | 5,96   |  |  |
|                | Patrice Le Borgnic | GÉ             | 52    | 3,30   |  |  |
|                | Patrice Renaud     | LV (diss.)     | 30    | 1,90   |  |  |
|                | André Guyomar      | FN             | 16    | 1,01   |  |  |
|                | Daniel Hourès      | MRG            | 14    | 0,89   |  |  |
|                |                    |                |       |        |  |  |
| Inscrits       | Inscrits           | Inscrits       | 1 607 | 100,00 |  |  |
| Abstentions    | Abstentions        | Abstentions    | 12    | 0,75   |  |  |
| Votants        | Votants            | Votants        | 1 595 | 99,25  |  |  |
| Blancs et nuls | Blancs et nuls     | Blancs et nuls | 18    | 1,13   |  |  |
| Exprimés       | Exprimés           | Exprimés       | 1 577 | 98,87  |  |  |